# Тендер News
«Тендер News з Наталією Седлецькою» — програма спеціальних новин каналу ТВі, присвячена корупційному, елітарному та непрозорому розподілу державних коштів і активів України. Зокрема, програма висвітлює оборудки із державними тендерами.

## Про програму
Програму створено в рамках українського медійного проекту «У-Медіа», здійснюваного міжнародною громадською організацією «Інтерньюз Нетворк» за підтримки агентства USAID.
Автор та ведуча програми — Наталія Седлецька. 
Виходить по понеділках о 21:30. Перший випуск — 14 травня 2012.

## Реакція політиків
27 серпня 2012 року вийшов спеціальний випуск програми, в якому автори детально розглянули випадок відмивання 10 млн бюджетних коштів, виділених на закупівлю нових шкільних автобусів, та займання і повне згоряння одного з поставлених автобусів під час його поїздки з дітьми. Натомість, на запитання журналістів каналу ТВі міністр освіти Дмитро Табачник заявив, що «автобус не горів».
Вже 29 серпня на брифінгу у Кабінеті міністрів Дмитро Табачник продемонстрував документи з версіями причин займання автобуса (одна з яких — коротке замикання), звинуватив канал ТВі у наклепі та побажав, щоб у співробітників каналу «ні дома, ні в машині не виникало короткого замкнення».
Наступний випуск програми від 3 вересня також було цілком присвячено цьому випадку, зокрема коментарям Дмитра Табачника та водія автобуса, якого міністр звинуватив у недбалості.